# Lien Hillewaert
Lien Hillewaert (27 november 1997) is een Belgisch hockeyspeelster. 

## Levensloop
Hillewaert is aangesloten bij Braxgata. Daarnaast is ze actief bij het Belgisch hockeyteam. In deze hoedanigheid nam ze onder meer deel aan de wereldkampioenschappen van 2018 en 2022, alsook de Europees kampioenschappen van 2017, 2019 en 2021. Op het EK van 2017 behaalde ze zilver en in 2021 brons met de nationale ploeg.